# J. Geils
John Warren Geils jr., ook bekend als J. Geils of Jay Geils, (New York, 20 februari 1946 – Groton, Massachusetts, 11 april 2017) was een Amerikaanse bluesrock-gitarist en zanger. Hij was de oprichter van de rockband The J. Geils Band. 

## Loopbaan
Hoewel Geils later successen vierde met een rockgroep, was zijn eerste kennismaking met de muziek de jazz. Zijn vader had een grote collectie jazzplaten en als kind ging hij naar een concert van Louis Armstrong. Hij speelde trompet en drums en ging hierop muziek van Miles Davis spelen.
Tijdens zijn studiejaren in Massachusetts was hij lid van een marching band en kwam hij in aanraking met de folk-scene van Boston. Hij ging naar de technische school in Worcester en richtte met Magic Dick en Danny Klein een folkblues-groepje op, dat later The J. Geils Band werd. Na het uiteenvallen van de groep richtte Geils met Magic Dick de band Blues Time op (1992) en speelde hij in de Blood Street Band. Later was hij lid van de groep New Guitar Summit, met Duke Robillard en Gerry Beaudoin en het trio Kings of Strings van Beaudoin, met Jerry Miller. In de eerste jaren van de 21ste eeuw heeft hij ook enkele jazz-albums opgenomen, waaronder een met onder meer de saxofonist Scott Hamilton en pianist Al Wilson.
Geils was naast de muziek ook geïnteresseerd in sportauto's: hij opende een garage waar hij oude sportauto's repareerde en had enkele Ferrari's.
Op 11 april 2017 werd hij thuis dood aangetroffen door de politie. Hij werd 71 jaar oud.

## Discografie
- Jay Geils Plays Jazz!, Stony Plain, 2005
- Jay Geils-Gerry Beaudoin and the Kings of Strings Featuring Aaron Weinstein, Arbors, 2006
- Toe Tappin' Jazz, North Star Music, 2009
- Blues Guitar Improvisation (dvd), 2009